# Sergio Faraco
Sergio Faraco (Alegrete, Río Grande del Sur, 25 de julio de 1940) es un escritor y traductor brasileño. Su obra abarca la temática rural de ambiente fronterizo (entre Río Grande del Sur, Argentina y Uruguay), la soledad y fragilidad de los grandes centros urbanos, el mundo de la infancia y de la adolescencia, crónicas y relatos históricos.

## Biografía
Antes de su debut literario, Sergio Faraco residió en la Unión Soviética (1963-65) donde estudió Ciencias Sociales en el Instituto Internacional de Ciencias Sociales de Moscú. Luego de su retorno a Brasil, se graduó en Derecho.
Publicó sus primeros cuentos en el suplemento Caderno de Sábado del diario Correio do Povo, Desde la publicación de su primer libro de cuentos Faraco fue bien recibido por la crítica literaria. Su obra Idolatria (1970) fue comparada en calidad con la de otros escritores gaúchos que comenzaban a destacarse como Caio Fernando Abreu y Moacyr Scliar. La crítica Rita Canter, de Correio do Povo, lo consideró entonces como «un autor gaúcho de primera línea entre los novísimos».
De estilo riguroso en su producción, publicó un promedio de dos cuentos por año durante sus primeros 25 años de actividad literaria. El también escritor gaúcho Luiz Antonio de Assis Brasil afirmó que «sus frases son escritas, después reescritas, después sometidas a una autocrítica feroz, transfigurándose en objeto artístico del más alto nivel».
Respecto de su propia obra y de su forma de trabajo, Faraco dijo:

«La literatura es para mí, sobre todo, una forma de conocer la vida. Escribo mis cuentos a partir de una emoción, pero nunca sé la historia completa. Al escribir, por lo tanto, estoy describiendo mi descubrimiento. Los personajes se van delineando lentamente, como probando sus caminos en mí. Es por eso que hago veinte, treinta versiones, pues a medida que avanzo, tengo que volver atrás para modificar el comienzo, que no siempre se ajusta a los rumbos que tomó la historia. Al mismo tiempo, siento que estoy haciendo esto para salvar a alguien de alguna cosa, siento que, como escritor, estoy desempeñando un papel y este papel es esencialmente bueno.»

Varios de sus cuentos han sido publicados en antologías, diarios y revistas de varios países y en varios idiomas, entre ellos español, italiano, inglés, alemán y búlgaro.
Tiene una destacada trayectoria como traductor, que se inició con la traducción de varios cuentos del escritor uruguayo Mario Arregui. A partir de julio de 1981 ambos escritores iniciaron un intercambio por carta y una amistad que perduró hasta la muerte de Arregui. Dichas cartas fueron publicadas en español en 1990 y en portugués en 2009.
También tradujo a los uruguayos Juan José Morosoli, Horacio Quiroga, Idea Vilariño, Carlos Maggi, Eduardo Galeano, Julián Murguía, Tomás de Mattos y Jesús Moraes; a los argentinos Jorge Luis Borges, Roberto Arlt, Mempo Giardinelli y José Gabriel Ceballos; a los paraguayos Raquel Saguier y Guido Rodríguez Alcalá; al venezolano Eugenio Montejo; al español Miguel de Unamuno y al ruso Máximo Gorki.
Sergio Faraco reside en Porto Alegre, capital de Río Grande del Sur. Está casado con Ana Cybele Ferreira da Costa Milano, hija menor del poeta gaúcho Antonio Brasil Milano, y tiene tres hijos.

## Temas
En sus obras la ambientación se alterna entre el mundo rural, en especial la región fronteriza de Río Grande del Sur con Argentina y Uruguay, y el espacio urbano de las grandes ciudades contemporáneas. Sus trabajos ambientados en el campo retratan personajes representativos de valores tradicionales en conflicto con la modernización acelerada del Brasil de las últimas décadas del siglo XX. En las ciudades, sus personajes tienden a experimentar soledad y fragilidad, características que el autor destaca de los centros urbanos. En otros de sus cuentos Faraco refleja el mundo de la infancia y de la adolescencia. También ha publicado relatos y crónicas históricas.

## Adaptaciones
Dos de sus cuentos fueron adaptados a la televisión en producciones regionales: Travessia (2002), dirigida por Diego de Godoy, y A Dama do Bar Nevada (2005), por Bruno Gonçalves. En 2006, Mario Nascimento dirigió el cortometraje Um Aceno na Garoa, basado en el cuento homónimo.
En 2008 la Rede Globo negoció los derechos de autor para la adaptación del cuento Dançar Tango em Porto Alegre, como parte del Projeto Quadrante, del director Luiz Fernando Carvalho. El proyecto no llegó a completarse y el propio Faraco anunció en su blog oficial que no deseaba renovar el contrato con la emisora.

## Premios
Sergio Faraco ha recibido varios premios y distinciones a lo largo de su carrera. Entre ellos recibió el Premio «Galeão Coutinho 1988» de la Unión Brasileña de Escritores al mejor volumen de cuentos lanzado en Brasil en 1987 por A dama do Bar Nevada; el Premio Açorianos de 1996 por Contos completos; el Premio Nacional de Ficción 1998 de la Academia Brasileña de Letras por Dançar tango em Porto Alegre; el Premio Érico Verissimo 2003 por el conjunto de su obra y en 2001 recibió nuevamente el Premio Açorianos de Literatura en la categoría Cuentos por Rondas de escárnio e loucura. En 2008 recibió la Medalla Ciudad de Porto Alegre por el conjunto de su obra.

## Obras
Ficción
- Idolatria. Alegrete: Cadernos do Extremo Sul, 1970
- Depois da primeira morte. Porto Alegre: Bels, 1974
- Hombre. Río de Janeiro: Civilização Brasileira, 1978
- Manilha de espadas. Río de Janeiro: Philobiblion, 1984
- Noite de matar um homem. Porto Alegre: Mercado Aberto, 1986
- Doce paraíso. Porto Alegre: L&PM, 1987
- A dama do Bar Nevada. Porto Alegre: L&PM, 1987
- Majestic Hotel. Porto Alegre: L&PM, 1991
- Contos completos. Porto Alegre: L&PM, 1995
- Dançar Tango em Porto Alegre. Porto Alegre: L&PM, 1998
- Rondas de escárnio e loucura. Porto Alegre: L&PM, 2000
- Dall'altra sponda / Da outra margem. Porto Alegre; Veneto: Câmera di Commercio Italiana & Regione Del Veneto, 2004 (en colaboración con otros autores)
- Contos completos. Porto Alegre: L&PM, 2004. 2ª ed. ampliada.
- O Crepúsculo da Arrogância. Porto Alegre: L&PM, 2006
- Noite de matar um homem. Porto Alegre: L&PM, 2008. 2ª ed. ampliada e ilustrada
- Doce paraíso. Porto Alegre: L&PM, 2008. 2ª ed. ampliada e ilustrada

Memorias
- Lágrimas na chuva: uma aventura na URSS. Porto Alegre: L&PM, 2002

Crónicas
- O chafariz dos turcos. Porto Alegre: L&PM, 1990
- A lua com sede. Porto Alegre: L&PM, 1993
- Gregos & Gringos. Porto Alegre: Mercado Aberto, 1998
- Viva o Alegrete!. Porto Alegre: Edição Fora de Comércio, 2000
- Viva o Alegrete: histórias da fronteira. Porto Alegre: L&PM, 2001
- Histórias dentro da história. Porto Alegre: L&PM, 2005
- O pão e a esfinge seguido de Quintana e eu. Porto Alegre: L&PM, 2008

Correspondencia
- Diálogos sem fronteira. Mario Arregui y Sergio Faraco: Correspondencia. Porto Alegre: L&PM, 2009. (1a. edición en portugués)

Otros
- Urartu. Porto Alegre: UFRGS & IEL, 1978
- Tiradentes: a alguma verdade (ainda que tardia). Río de Janeiro: Civilização Brasileira, 1980
- Dicionário de autores rio-grandenses contemporâneos. (con Blásio Hickmann) Porto Alegre: Prefeitura Municipal, 1983
- O processo dos Inconfidentes. Petrópolis: Vozes, 1990
- O automóvel: prazer em conhecê-lo (con Hugo Almeida). Porto Alegre: L&PM, 2001
- Snooker: tudo sobre a sinuca (con Paulo Dirceu Dias). Porto Alegre: L&PM, 2005
- O crepúsculo da arrogância: RMS Titanic minuto a minuto. Porto Alegre: L&PM, 2006

Traducciones al español
- Mario Arregui & Sergio Faraco. Correspondencia. Montevideo: Monte Sexto, 1990
- Noche de matar un hombre. Montevideo: Monte Sexto, 1988 - íd.: Ediciones de la Banda Oriental, 1992, 2a ed.
- La dama del Bar Nevada. Montevideo: La Propia Cartonera, 2009